# Élections législatives chypriotes de 2016
Les élections législatives chypriotes de 2016 se tiennent le 22 mai 2016 pour élire 56 des 80 représentants de la Chambre des représentants de la république de Chypre.

## Contexte
Les élections législatives chypriotes de 2011 sont remportées d'une courte avance par le Rassemblement démocrate (DISY).

## Système électoral
| Nicosie    | 20 | en stagnation |
| Limassol   | 12 | en stagnation |
| Famagouste | 11 | en stagnation |
| Larnaca    | 6  | en stagnation |
| Paphos     | 4  | en stagnation |
| Kyrenia    | 3  | en stagnation |
| Total      | 56 | en stagnation |

La Chambre des représentants est le parlement unicaméral de la république de Chypre. Elle est officiellement composée de 80 sièges, dont 70 % reservés aux chypriotes grecs et 30 % aux Chypriotes turcs, soit respectivement 56 et 24 sièges. En raison de la partition de l'île en 1974, cependant, seuls les sièges des chypriotes grecs sont pourvus.
La Chambre des représentants est ainsi de facto composée de 56 sièges pourvus pour cinq ans au scrutin proportionnel plurinominal dans six circonscriptions de 3 à 20 sièges correspondant aux six districts de l'île. Les listes sont ouvertes, avec la possibilité pour les électeurs d'effectuer un vote préférentiel envers un candidat de la liste choisie afin de faire monter sa place dans celle ci, à raison d'un vote préférentiel par tranche de quatre sièges à pourvoir dans la circonscription,.  
La répartition des sièges s'effectue en deux temps après décompte des suffrages. Dans un premier temps, les listes reçoivent des sièges dans chaque circonscription selon la méthode du quotient électoral, qui attribue autant de sièges à un parti que le nombre de fois que son nombre de suffrages franchit le quotient, calculé en divisant le total des suffrages exprimés dans la circonscription par le nombre de sièges qui y sont à pourvoir. Puis, l'ensemble des sièges restants sont répartis selon la méthode du plus fort reste, au moyen du quotient de Hare, à tous les partis ayant obtenu au moins un siège à la première répartition ou ayant franchi le seuil électoral de 3,6 % des voix au niveau national. Les élections de 2016 sont les premières depuis le relèvement du seuil électoral, qui était auparavant de 1,8 %,.
Une fois défini le nombre de sièges remportés par chaque parti, ceux ci sont répartis selon l'ordre des noms figurant dans la liste, en prenant en compte les éventuels votes préférentiels réunis par les candidats en leur nom propre. Les têtes de liste reçoivent cependant toujours un siège en priorité,.
Enfin, trois sièges sont réservés à des représentants des minorités religieuses arméniennes, latines et maronites, les électeurs concernés disposant d'un vote pour ces élections en plus de leur vote pour celles ordinaires. Les trois représentants religieux ne sont cependant présent au parlement qu'en tant qu'observateurs sans droit de vote, et ne sont généralement pas comptés dans le total des députés.

## Forces en présences
| Parti | Parti                                             | Idéologie                                                 | Tête de liste             |
| ----- | ------------------------------------------------- | --------------------------------------------------------- | ------------------------- |
|       | Rassemblement démocrate (DISY)                    | Centre droit Conservatisme libéral, Démocratie chrétienne | Avérof Neofýtou           |
|       | Parti progressiste des travailleurs (AKEL)        | Gauche à gauche radicale Communisme, Marxisme-léninisme   | Ándros Kyprianoú          |
|       | Parti démocrate (DIKO)                            | Centre à centre droit Nationalisme, Centrisme             | Nikolas Papadopoulos (en) |
|       | Mouvement pour la démocratie sociale (EDEK)       | Centre gauche Nationalisme, Social-démocratie             | Marinos Sizopoulos (en)   |
|       | Mouvement écologiste et environnementaliste (KOP) | Centre gauche Politique écologique, Social-démocratie     | George Perdikes (en)      |
|       | Front populaire national (ELAM)                   | Extrême droite Ultranationalisme, Irrédentisme            | Christos Christou         |
|       | Alliance des citoyens (SYPOL)                     | Centre gauche Populisme, Social-démocratie                | Giórgos Lillíkas          |
|       | Mouvement solidarité (KA)                         | Droite National-conservatisme, Euroscepticisme            | Eléni Theochárous         |

## Résultats

### Nationaux
|                        |                                                    |         |       |      |        |               |  |  |  |
| Parti                  | Parti                                              | Voix    | %     | +/-  | Sièges | +/-           |  |  |  |
|                        | Rassemblement démocrate (DISY)                     | 107 825 | 30,69 | 3,59 | 18     | 2             |  |  |  |
|                        | Parti progressiste des travailleurs (AKEL)         | 90 204  | 25,67 | 7,00 | 16     | 3             |  |  |  |
|                        | Parti démocrate (DIKO)                             | 50 923  | 14,49 | 1,27 | 9      | en stagnation |  |  |  |
|                        | Mouvement pour la démocratie sociale (EDEK)        | 21 732  | 6,18  | 2,75 | 3      | 2             |  |  |  |
|                        | Alliance des citoyens (SYPOL)                      | 21 114  | 6,01  | Nv.  | 3      | 3             |  |  |  |
|                        | Mouvement solidarité (KA)                          | 18 424  | 5,24  | Nv.  | 3      | 1             |  |  |  |
|                        | Mouvement écologiste et environnementaliste (KOSP) | 16 909  | 4,81  | 2,60 | 2      | 1             |  |  |  |
|                        | Front populaire national (ELAM)                    | 13 041  | 3,71  | 2,63 | 2      | 2             |  |  |  |
|                        | Parti animal de Chypre (APC)                       | 4 088   | 1,16  | Nv.  | 0      | en stagnation |  |  |  |
|                        | Souffle du peuple (PL)                             | 3 072   | 0,87  | Nv   | 0      | en stagnation |  |  |  |
|                        | Mouvement du drapeau social (KKS)                  | 2 033   | 0,58  | Nv.  | 0      | en stagnation |  |  |  |
|                        | Union des combattants pour la justice (OAD)        | 983     | 0,28  | Nv.  | 0      | en stagnation |  |  |  |
|                        | Indépendants                                       | 1 041   | 0,29  | –    | 0      | en stagnation |  |  |  |
|                        |                                                    |         |       |      |        |               |  |  |  |
| Votes valides          | Votes valides                                      | 351 389 | 96,92 |      |        |               |  |  |  |
| Votes blancs           | Votes blancs                                       | 3 478   | 0,96  |      |        |               |  |  |  |
| Votes nuls             | Votes nuls                                         | 7 675   | 2,12  |      |        |               |  |  |  |
| Total                  | Total                                              | 362 542 | 100   | –    | 56     | en stagnation |  |  |  |
| Abstentions            | Abstentions                                        | 180 644 | 33,26 |      |        |               |  |  |  |
| Inscrits/Participation | Inscrits/Participation                             | 543 186 | 66,74 |      |        |               |  |  |  |

## Conséquences
Le scrutin voit le maintien de la majorité absolue détenue par la coalition réunissant le Rassemblement démocrate (DISY), le Parti démocrate (DIKO) et le Mouvement solidarité  (KA) avec 30 sièges sur 56, permettant au Gouvernement Anastasiádis I de se maintenir.